# Prodidomus
Prodidomus är ett släkte av spindlar. Prodidomus ingår i familjen Prodidomidae.

## Dottertaxa tillProdidomus, i alfabetisk ordning[1]
- Prodidomus amaranthinus
- Prodidomus aurantiacus
- Prodidomus beattyi
- Prodidomus bendee
- Prodidomus bicolor
- Prodidomus birmanicus
- Prodidomus bryantae
- Prodidomus capensis
- Prodidomus chaperi
- Prodidomus clarki
- Prodidomus dalmasi
- Prodidomus djibutensis
- Prodidomus domesticus
- Prodidomus duffeyi
- Prodidomus flavidus
- Prodidomus flavipes
- Prodidomus flavus
- Prodidomus geniculosus
- Prodidomus granulosus
- Prodidomus hispanicus
- Prodidomus kimberley
- Prodidomus lampei
- Prodidomus lampeli
- Prodidomus latebricola
- Prodidomus margala
- Prodidomus maximus
- Prodidomus nigellus
- Prodidomus nigricaudus
- Prodidomus opacithorax
- Prodidomus palkai
- Prodidomus papavanasanemensis
- Prodidomus purpurascens
- Prodidomus purpureus
- Prodidomus redikorzevi
- Prodidomus reticulatus
- Prodidomus revocatus
- Prodidomus robustus
- Prodidomus rodolphianus
- Prodidomus rollasoni
- Prodidomus rufus
- Prodidomus saharanpurensis
- Prodidomus sampeyi
- Prodidomus seemani
- Prodidomus simoni
- Prodidomus singulus
- Prodidomus sirohi
- Prodidomus tigrinus
- Prodidomus tirumalai
- Prodidomus watongwensis
- Prodidomus venkateswarai
- Prodidomus woodleigh
- Prodidomus wunderlichi
- Prodidomus yorke